# Ardisia primulifolia
Ardisia primulifolia Gardner & Champ. – gatunek roślin z rodziny pierwiosnkowatych (Primulaceae). Występuje naturalnie w Wietnamie oraz Chinach (w prowincjach Fujian, Guangdong, Hajnan, Hunan, Jiangxi, Junnan, Kuangsi i Kuejczou). 

## Morfologia
PokrójZimozielony półkrzew, tworzący kłącza.
LiścieBlaszka liściowa ma eliptyczny lub podługowato odwrotnie jajowaty kształt. Mierzy 6–12 cm długości oraz 3–5 cm szerokości, jest karbowana na brzegu, ma tępą nasadę i ostry lub tępy wierzchołek. Ogonek liściowy jest owłosiony i ma 5–10 mm długości.
KwiatyZebrane w wierzchotkach wyrastających z kątów pędów. Mają działki kielicha o podługowato lancetowatym kształcie. Płatki są owalne i mają czerwonawą barwę oraz 4–6 mm długości.
OwocPestkowce mierzące 4-6 mm średnicy, o kulistym kształcie i czerwonej barwie.

## Biologia i ekologia
Rośnie w lasach oraz na terenach bagnistych. Występuje na wysokości od 600 do 1400 m n.p.m.